# 劍尾魚
劍尾魚（學名：Xiphophorus hellerii），為輻鰭魚綱鳉形目花鳉科的其中一種，分布於中美洲墨西哥Nantla至宏都拉斯西北部的淡水流域，並引進到許多國家，體長可達14公分，棲息在水流快速、植被生長的溪流或湖泊、池塘，屬雜食性，主要以甲殼類、蠕蟲、昆蟲等為食，人工飼養可投餵飼料，适应能力强，性情温和，不易生病，可以和其他无攻击性的热带鱼混养。但劍尾魚喜欢跳跃，因此魚缸要加盖。否则容易跳出导致死亡。雌魚要比雄魚体形要大，雄鱼尾部有延长的剑状突出，雌魚尾部也有劍狀突出但與雄魚相較下較短，有单剑，也有双剑。

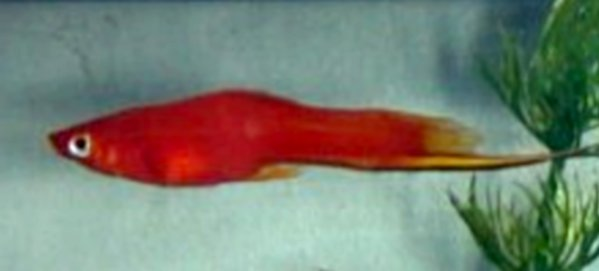
單劍型的劍尾魚－紅劍魚

红剑鱼是一种人工培育的品种，是劍尾魚经杂交选育的，通体红色，尾剑一般镶有黑边，十分美丽。